# فهرست نمایندگان ولی فقیه در استان آذربایجان شرقی
از مجموع ۵ نفر از امامان جمعهٔ شهرهای ایران که در حین برگزاری نماز جمعه مورد سوءقصد قرار گرفته و کشته شده‌اند (شناخته شده به عنوان شهدای محراب در جمهوری اسلامی ایران)، ۲ نفر از آن‌ها نمایندهٔ ولی فقیه در استان آذربایجان شرقی و امام جمعهٔ تبریز بوده‌اند. در تقویم رسمی ایران نیز تاریخ کشته شدن این دو نفر به این شکل ذکر شده‌است:
- ۱۰ آبان: «شهادت آیت‌االله قاضی طباطبایی اولین شهید محراب به دست منافقان (۱۳۵۸ هـ ش)».
- ۲۰ شهریور: «شهادت دومین شهید محراب آیت‌االله مدنی به دست منافقان (۱۳۶۰ هـ ش)».

## فهرست
| ردیف | نام                                                         | شروع           | پایان            | مدت                     | دوره                              | تصویر |
| ---- | ----------------------------------------------------------- | -------------- | ---------------- | ----------------------- | --------------------------------- | ----- |
| ۱    | سید محمدعلی قاضی طباطبایی(متولد ۱۲۹۲، تبریز – درگذشتهٔ ۱۳۵۸) | ۲۷ مرداد ۱۳۵۸  | ۱۰ آبان ۱۳۵۸     | ۲ ماه و ۱۳ روز          | سید روح‌الله خمینی                 |       |
| ۲    | سید اسدالله مدنی(متولد ۱۲۹۳، آذرشهر – درگذشتهٔ ۱۳۶۰)         | ۱۲ آبان ۱۳۵۸   | ۲۰ شهریور ۱۳۶۰   | ۱ سال و ۱۰ ماه و ۸ روز  | سید روح‌الله خمینی                 |       |
| ۳    | علی مشکینی(متولد ۱۳۰۰، مشگین‌شهر – درگذشتهٔ ۱۳۸۶)             | ۲۰ شهریور ۱۳۶۰ | ۲۱ آبان ۱۳۶۰     | ۲ ماه و ۱ روز           | سید روح‌الله خمینی                 |       |
| ۴    | مسلم ملکوتی(متولد ۱۳۰۳، سراب – درگذشتهٔ ۱۳۹۳)                | ۲۱ آبان ۱۳۶۰   | ۳ خرداد ۱۳۷۴     | ۱۳ سال و ۶ ماه و ۱۳ روز | سید روح‌الله خمینی سید علی خامنه‌ای |       |
| ۵    | محسن مجتهد شبستری(متولد ۱۳۱۶، شبستر – درگذشتهٔ ۱۴۰۰)         | ۳ خرداد ۱۳۷۴   | ۱۰ خرداد ۱۳۹۶    | ۲۲ سال و ۷ روز          | سید علی خامنه‌ای                   |       |
| ۶    | سید محمدعلی آل‌هاشم(متولد ۱۳۴۱،درگذشته۱۴۰۳ ورزقان)           | ۱۰ خرداد ۱۳۹۶  | ۳۰ اردیبهشت ۱۴۰۳ | ۶ سال و ۱۱ ماه و ۲۰ روز | سید علی خامنه‌ای                   |       |

### نمودار سال‌شمار
اعداد، سال خورشیدی را نشان می‌دهند: